# Lynda Sutfin
Lynda Sutfin (Lynda Kay Sutfin, geb. Hughes; * 6. Oktober 1962) ist eine ehemalige US-amerikanische Speerwerferin.
Bei den Olympischen Spielen 1984 in Los Angeles schied sie in der Qualifikation aus.
1987 wurde sie bei den Panamerikanischen Spielen in Indianapolis Sechste.
Bei den Olympischen Spielen 1988 in Seoul kam sie erneut nicht über die erste Runde hinaus.
1982 wurde sie mit ihrer persönlichen Bestleistung von 61,66 m US-Meisterin.